# ذئب وول ستريت (كتاب)
ذئب وول ستريت (بالإنجليزية: The Wolf of Wall Street)‏ هي مذكرات سمسار الأسهم المالية السابق والتاجر جوردان بيلفورت، نشرت لأول مرة في سبتمبر 2007 من قبل كتب بانتام، ثم أصبحت فيما بعد فكرة لفيلم في عام 2013 والذي يحمل نفس الاسم (أخرجه مارتن سكورسيزي وأدى فيه ليوناردو دي كابريو دور بيلفورت). أكمل جوردان بيلفورت سيرته الذاتية في جزء آخر للكتاب باسم اصطياد ذئب وول ستريت (بالإنجليزية: Catching the Wolf of Wall Street)‏، الذي نشر في عام 2009.

## نظرة عامة
يروي بيلفورت قصة حياته الحقيقية المتمثلة في إنشاء شركة ستراتون أوكمونت، وهي شركة وساطة مالية عملت في أنظمة ضخ وتفريغ مع أسهم رخيصة. تم إغلاق الشركة من قبل المنظمين في أواخر عقد 1990، وسجن بيلفورت بتهمة الاحتيال في الأوراق المالية.